# Liste der Kreisstraßen im Landkreis Ravensburg
Diese Liste enthält die Kreisstraßen im baden-württembergischen Landkreis Ravensburg.

## Abkürzungen
- K: Kreisstraße
- L: Landesstraße

## Liste
Die Kreisstraßen behalten die ihnen zugewiesene Nummer nicht bei einem Wechsel in einen anderen Stadt- oder Landkreis. Nicht vorhandene bzw. nicht nachgewiesene Kreisstraßen sind kursiv gekennzeichnet, ebenso Straßen und Straßenabschnitte, die unabhängig vom Grund (Herabstufung zu einer Gemeindestraße oder Höherstufung) keine Kreisstraßen mehr sind.
Der Straßenverlauf wird in der Regel von Nord nach Süd und von West nach Ost angegeben.
| Nr.    | Verlauf |
| ------ | --- |
| K 7902 | K 7905 – Leutkirch im Allgäu-Oberburkhardshofen – Leutkirch im Allgäu-Stegrot – Kißlegg-Neuschneller – Kißlegg-Schneller – Kißlegg-Rötsee – Kißlegg-Weitershofen – Kißlegg-Reipertshofen – Kißlegg-Hagwies – Kißlegg-Emmelhofen – L 265 in Kißlegg |
| K 7903 | L 265 in Kißlegg-Immenried – Kißlegg-Frickers – Kißlegg-Mooshof – Kißlegg-Holdenreute – K 7937 |
| K 7904 | L 317 in Bad Wurzach-Eintürnen – Bad Wurzach-Hasel – Bad Wurzach-Schnitzer - L 265 in Kißlegg-Immenried |
| K 7905 | in Leutkirch im Allgäu-Rauhbühl – K 7902 – K 7909 in Leutkirch im Allgäu-Willerazhofen – Leutkirch im Allgäu-Ellerazhofen – Gebrazhofen-Bahnhof – K 7910 in Leutkirch im Allgäu-Kauterhof – Kißlegg-Herrot – K 8025 in Leutkirch im Allgäu-Gebrazhofen – K 8025/K 8026 in Leutkirch im Allgäu-Gebrazhofen – Leutkirch im Allgäu-Hubertushof - Leutkirch im Allgäu-Liezenhofen – Leutkirch im Allgäu-Merazhofen – K 7906 – L 265 in Argenbühl-Au |
| K 7906 | K 8025 in Leutkirch im Allgäu – Leutkirch im Allgäu-Bartleshof - Leutkirch im Allgäu-Ulrichhof - L 319 in Leutkirch im Allgäu-Herlazhofen – Leutkirch im Allgäu-Bettelhofen – Leutkirch im Allgäu-Toberazhofen – K 7907 in Leutkirch im Allgäu-Engerazhofen – Leutkirch im Allgäu-Mühlhof - Leutkirch im Allgäu-Engelboldshofen – Leutkirch im Allgäu-Moosacker - Leutkirch im Allgäu-Uttenhofen – K 7905 |
| K 7907 | K 8026 in Leutkirch im Allgäu-Gebrazhofen – Leutkirch im Allgäu-Wolferazhofen – K 7906 in Leutkirch im Allgäu-Engerazhofen |
| K 7909 | K 7905 in Leutkirch im Allgäu-Willerazhofen – K 8030 in Leutkirch im Allgäu-Heggelbach |
| K 7910 | K 7905 in Leutkirch im Allgäu-Kauterhof – Leutkirch im Allgäu-Lanzenhofen – Leutkirch im Allgäu-Unger - Leutkirch im Allgäu-Weipoldshofen – K 8030 – / /K 8025/K 8026 in Leutkirch im Allgäu-Bufler |
| K 7912 | (OA 16 im Landkreis Oberallgäu, Bayern) – Landesgrenze – Leutkirch im Allgäu-Grund – Landesgrenze – (OA 16 im Landkreis Oberallgäu, Bayern) |
| K 7913 | L 260 in Aichstetten – Aichstetten-Altmannspeier – K 7917 in Leutkirch im Allgäu-Ottmannshofen – K 7916 – Leutkirch im Allgäu-Bimmlings – K 7915 in Leutkirch im Allgäu-Hofs – Leutkirch im Allgäu-Gallenhöfle – K 7914 in Leutkirch im Allgäu-Ausnang – Leutkirch im Allgäu-Dietrichhof - L 308 in Leutkirch im Allgäu-Ellmeney |
| K 7914 | (MN 21 im Landkreis Unterallgäu, Bayern) – Landesgrenze – Leutkirch im Allgäu-Waldhörnle - Leutkirch im Allgäu-Bergs - Leutkirch im Allgäu-Brühlhof - K 7913 in Leutkirch im Allgäu-Ausnang |
| K 7915 | K 7913 in Leutkirch im Allgäu-Hofs – Leutkirch im Allgäu-Lochbühl – Leutkirch im Allgäu-Nonnenbühl – Leutkirch im Allgäu-Kesselbrunn – L 308 in Leutkirch im Allgäu-Adrazhofen |
| K 7916 | L 308 in Leutkirch im Allgäu-Adrazhofen – Leutkirch im Allgäu-Neumühle – Leutkirch im Allgäu-Wielazhofen – Leutkirch im Allgäu-Geigers - Leutkirch im Allgäu-Hasenberg – K 7913 – Leutkirch im Allgäu-Rotis – Landesgrenze |
| K 7917 | K 7913 in Leutkirch im Allgäu-Ottmannshofen – Leutkirch im Allgäu-Spitalriedhöfe - Leutkirch im Allgäu-Berghof - L 260 in Leutkirch im Allgäu |
| K 7918 | L 309 in Bad Wurzach-Seibranz – Bad Wurzach-Tännelesberg – Bad Wurzach-Zingerlesmühle – K 7919 in Bad Wurzach-Gospoldshofen – Bad Wurzach-Eckhalden – Bad Wurzach-Bauhofen – in Leutkirch im Allgäu-Diepoldshofen |
| K 7919 | L 314 in Bad Wurzach – Bad Wurzach-Reinstein – Bad Wurzach-Oberschwanden – Bad Wurzach-Unterschwanden – Bad Wurzach-Zimmerjock - K 7918 in Bad Wurzach-Gospoldshofen |
| K 7920 | L 301 in Bad Wurzach-Seibranz – Bad Wurzach-Talacker – Aichstetten-Häberlings – K 7924 in Aichstetten-Langensteig – Aichstetten-Eschach – L 260 in Aichstetten-Altmannshofen |
| K 7921 | L 260 in Aichstetten – Aichstetten-Göglerhof - Aichstetten-Kirchmann – Landesgrenze |
| K 7922 | L 260 in Aitrach – Aitrach-Stibi - Aitrach-Oberhausen – K 7923 in Aichstetten-Rieden – L 260 in Aichstetten |
| K 7923 | (K 7575 im Landkreis Biberach) – Kreisgrenze – K 7925 in Bad Wurzach-Rupprechts – … – L 301 in Bad Wurzach-Hauerz – Bad Wurzach-Oberpfauzenwald – Bad Wurzach-Hellers – Bad Wurzach-Steinental – K 7924 in Aitrach-Katzenbuckel – L 314 in Aitrach-Treherz – Aichstetten-Ochsensteig – K 7922 in Aichstetten-Rieden |
| K 7924 | (K 7577 im Landkreis Biberach) – Kreisgrenze – Bad Wurzach-Anhorn – K 7923 in Aitrach-Katzenbuckel – L 314 in Aitrach-Treherz – Aitrach-Sigglis - Aichstetten-Nestbaum – K 7920 in Aichstetten-Langensteig |
| K 7925 | L 265 in Bad Wurzach-Dietmanns – Bad Wurzach-Kirchenbauer - Bad Wurzach-Kränkleshöfle - Bad Wurzach - Bad Wurzach-Einöde St. Martin - K 7923 in Bad Wurzach-Rupprechts – L 301 in Bad Wurzach-Hauerz |
| K 7926 | L 301 – Bad Wurzach-Buch – Kreisgrenze – (K 7576 im Landkreis Biberach) |
| K 7927 | (K 7576 im Landkreis Biberach) – Kreisgrenze – L 260 in Aitrach-Mooshausen |
| K 7928 | K 8032 in Bad Wurzach-Schwaldhof – Bad Wurzach-Schwende – K 7929 in Bad Wurzach-Unterluizen – L 265 in Bad Wurzach-Dietmanns – Bad Wurzach-Witzmanns – Bad Wurzach-Lauber - Bad Wurzach-Oberfloders – L 301/L 314 in Bad Wurzach-Baierz |
| K 7929 | – Bad Wurzach-Knetzenweiler – Bad Wurzach-Menzlis – Bad Wurzach-Friedlings – K 7928 in Bad Wurzach-Unterluizen |
| K 7930 | (K 7581 im Landkreis Biberach) – Kreisgrenze – Bad Wurzach-Adelshofen – Bad Wurzach-Wolfartsweiler – Bad Wurzach-Wilhelmshöhe – K 8032 in Bad Wurzach-Unterschwarzach |
| K 7931 | (K 7565 im Landkreis Biberach) – Kreisgrenze – K 7933 in Bad Waldsee-Osterhofen |
| K 7932 | L 314 in Bad Wurzach-Haid – L 317a in Bad Wurzach-Ziegelbach |
| K 7933 | in Bad Wurzach-Eggmannsried – Bad Wurzach-Oberhaslach – Bad Wurzach-Unterhaslach – K 7931 in Bad Waldsee-Osterhofen – Bad Waldsee-Hittelkofen – L 300 in Bad Waldsee-Haisterkirch – K 7934 in Bad Waldsee-Hittisweiler – Bad Waldsee-St. Michael – L 314 in Bad Waldsee-Mennisweiler – Wolfegg-Molpertshaus – Bad Wurzach-Einöde Franziskus – L 317 in Bad Wurzach-Eintürnen |
| K 7934 | K 7936 in Bad Waldsee-Mittelurbach – K 7935 – K 7933 in Bad Waldsee-Hittisweiler |
| K 7935 | L 300 in Bad Waldsee – K 7936 in Bad Waldsee – Bad Waldsee-Vorderurbach – K 7934 |
| K 7936 | K 7935 in Bad Waldsee – Bad Waldsee-Unterurbach – K 7934 in Bad Waldsee-Mittelurbach – L 316 in Bad Waldsee-Volkertshaus |
| K 7937 | L 314 in Bergatreute – Bergatreute-Witschwende – Bergatreute-Forst – L 316 in Wolfegg-Alttann – Wolfegg-Höllsteige – Wolfegg-Höll – Wolfegg-Neumühle – L 317 in Wolfegg-Wassers - … - L 317 in Wolfegg-Grimmenstein – Wolfegg-Mooshäusle – Wolfegg-Grünenberg – Kißlegg-Samhof – K 7903 – Kißlegg-Boscher – Kißlegg-Wiggenreute – L 265 in Kißlegg-Lutzhof |
| K 7938 | L 316 – Bergatreute-Abetsweiler – Bergatreute-Oberstocken – K 7939 in Bergatreute – L 314 in Bergatreute |
| K 7939 | L 285 in Bad Waldsee-Reute – Bad Waldsee-Kümmerazhofen – in Bad Waldsee-Enzisreute – Bergatreute-Engenreute – K 7940 in Bergatreute-Gambach – K 7938 in Bergatreute |
| K 7940 | L 316 – Bad Waldsee-Ankenreute – Bergatreute-Gwigg – K 7939 in Bergatreute-Gambach – L 314 in Bergatreute-Löffelmühle |
| K 7941 | L 275 in Bad Waldsee – K 7942 in Bad Waldsee – L 285 in Bad Waldsee-Reute |
| K 7942 | K 7941 in Bad Waldsee – L 275/L 316 in Bad Waldsee |
| K 7943 | (K 7560 im Landkreis Biberach) – Kreisgrenze – K 8034 in Bad Waldsee-Michelwinnaden – Bad Waldsee-Lenatweiler – Bad Waldsee-Steinenberg – L 275 in Bad Waldsee |
| K 7944 | (K 7559 im Landkreis Biberach) – Kreisgrenze – K 8034 in Aulendorf-Lippertsweiler |
| K 7945 | K 7949 – Baienfurt-Haselhaus - Baienfurt-Butzenberg - Schlier-Erbisreute – L 317 in Schlier-Unterankenreute |
| K 7946 | /K 7951/L 284 in Baindt-Wickenhaus – Baindt-Mehlis – Baindt-Schachen – Baienfurt-Rainpadent – Baienfurt-Weidenösch – Baienfurt-Hof – L 314 in Weingarten |
| K 7948 | L 317 in Weingarten – Schlier-Lauratal – L 325 in Schlier |
| K 7949 | L 314 – Baienfurt-Trauben/Weingarten-Trauben – Baienfurt-Knechtenhaus – Baienfurt-Neubriach – Baienfurt-Briach – Baienfurt-Köpfingen – K 7945 – L 317 |
| K 7950 | L 291 in Berg-Kasernen – Weingarten-Sennhof - Weingarten-Lindenhof - L 313 in Weingarten |
| K 7951 | /K 7946/L 284 in Baindt-Wickenhaus – Baindt – L 314 in Baienfurt |
| K 7952 | – Berg-Brühlhof - Berg-Weiler – L 291 in Berg-Ettishofen |
| K 7953 | K 7966 in Wolpertswende-Mochenwangen – Fronreute-Preußenhäusle – Fronreute-Eyb – in Fronreute-Staig |
| K 7955 | K 7956 in Aulendorf-Münchenreute – K 7957 – Aulendorf-Bärenweiler - Wolpertswende-Hatzenturm – K 7966 in Wolpertswende – Wolpertswende-Niedersweiler - Fronreute-Oberspringen – Fronreute-Domäne Oberspringen – in Fronreute-Blitzenreute |
| K 7956 | K 7958 in Aulendorf-Steinenbach – Aulendorf-Staige - K 7955 in Aulendorf-Münchenreute – L 284 in Aulendorf-Zollenreute |
| K 7957 | /L 289 in Altshausen – K 7958 in Aulendorf-Blönried – Aulendorf-Halderhof - K 7955 |
| K 7958 | L 285 in Aulendorf – Aulendorf-Schmidbauer - K 7956 in Aulendorf-Steinenbach – Aulendorf-Winkelstock - K 7957 in Aulendorf-Blönried |
| K 7959 | (K 8258 im Landkreis Sigmaringen) – Kreisgrenze – Ebersbach-Musbach-Arnetsreute – Ebersbach-Musbach-Dornahof – L 286 |
| K 7960 | – Boms-Schwarzenbach – Kreisgrenze – (K 8257 im Landkreis Sigmaringen) |
| K 7961 | L 286 in Hoßkirch-Ratzenreute – Hoßkirch-Wolfertsreute – K 7962 – in Eichstegen-Hangen |
| K 7962 | K 7961 – L 286 in Eichstegen – Eichstegen-Mahlweiher - Eichstegen-Kreenried – K 7963/L 289 in Ebenweiler – Fronreute-Ruprechtsbruck – K 7966 in Fronreute-Möllenbronn – Fronreute-Fronreutehof – K 7968 in Fronreute-Fronhofen – Fronreute-Bettenreute – K 7965 in Fronreute-Dachsberg – L 291 in Fronreute-Baienbach |
| K 7963 | K 8028 in Guggenhausen – Guggenhausen-Wendenreute/Unterwaldhausen-Wendenreute – K 7964 in Unterwaldhausen – Unterwaldhausen-Ratzenreute - Guggenhausen-Egg – K 7962/L 289 in Ebenweiler |
| K 7964 | L 201b in Wilhelmsdorf-Pfrungen – L 288 in Riedhausen – Unterwaldhausen-Oberwaldhausen – K 7963 in Unterwaldhausen |
| K 7965 | – K 7967 – Fronreute-Malmishaus – K 7966 in Fronreute-Schreckensee – Fronreute-Grünlingen – Fronreute-Einöd – K 7962 in Fronreute-Dachsberg |
| K 7966 | K 7962 in Fronreute-Möllenbronn – K 7965 in Fronreute-Schreckensee – in Wolpertswende-Vorsee – K 7955 in Wolpertswende – Wolpertswende-Stroppel - K 7953 in Wolpertswende-Mochenwangen – L 284 in Wolpertswende-Mochenwangen |
| K 7967 | – Altshausen-Mendelbeuren – K 7965 |
| K 7968 | K 7962 in Fronreute-Fronhofen – K 8028 in Fronreute-Fronhofen – Fronreute-Ergetsweiler – Fronreute-Egg – K 7973 in Horgenzell-Zogenweiler – K 8038 |
| K 7969 | L 201b in Wilhelmsdorf – K 7970 in Wilhelmsdorf-Esenhausen |
| K 7970 | K 8046/L 289 in Wilhelmsdorf – K 7969 in Wilhelmsdorf-Esenhausen |
| K 7971 | L 288 in Wilhelmsdorf-Esenhausen – Wilhelmsdorf-Hasenhaus – K 8038 in Horgenzell-Danketsweiler |
| K 7972 | K 8038 in Horgenzell-Danketsweiler – L 288 in Horgenzell-Hasenweiler – Horgenzell-Haslachmühle – Horgenzell-Esbach - Horgenzell-Sießen – Kreisgrenze – (K 7753 im Bodenseekreis) |
| K 7973 | L 288 in Horgenzell-Ringgenweiler – K 8038 in Horgenzell-Schachen – K 7968 in Horgenzell-Zogenweiler – Horgenzell-Furt - Horgenzell-Oberwaldhausen - Horgenzell-Hartobel – Berg-Sonntagen – Berg-Basenberg - Berg-Straß – Berg-Tiergarten – Berg-Unterbelzenhofen – L 291 in Berg-Kernen |
| K 7974 | K 8039 in Horgenzell-Sattelbach – Horgenzell-Firmetsweiler – Kreisgrenze – (K 7751 im Bodenseekreis) |
| K 7975 | L 290 in Horgenzell-Wolketsweiler – Horgenzell-Wilhelmskirch – L 288 in Ravensburg-Nessenbach – L 288 in Ravensburg-Geratsberg - Ravensburg-Trutzenweiler – Ravensburg-Schmalegg – Ravensburg-Okatreute – Ravensburg-Hagenbach – Ravensburg-Neuhagenbach – Ravensburg-Weststadt - Ravensburg-Südstadt - in Ravensburg-Nordstadt – (Abzweig zur L 288 in Ravensburg-Weststadt) |
| K 7976 | in Ravensburg-Oststadt – L 325 in Ravensburg-Hinzistobel |
| K 7977 | L 290 in Ravensburg-Eggartskirch – K 7978 in Ravensburg-Alberskirch – in Ravensburg-Wernsreute |
| K 7978 | K 7977 in Ravensburg-Alberskirch – in Ravensburg-Dürnast – K 7979 in Ravensburg-Taldorf – Kreisgrenze – (K 7731 im Bodenseekreis) |
| K 7979 | K 7978 in Ravensburg-Taldorf – Kreisgrenze – (K 7729 im Bodenseekreis) |
| K 7980 | in Ravensburg-Bavendorf – K 7981 in Ravensburg-Oberzell – / in Ravensburg |
| K 7981 | K 7980 in Ravensburg-Oberzell – Ravensburg-Lachen – – Ravensburg-Untereschach – Ravensburg-Obereschach – Ravensburg-Bottenreute – Ravensburg-Gornhofen – Ravensburg-Vordersolbach - Grünkraut-Solbach – K 7985 |
| K 7982 | K 7983 in Ravensburg-Oberhofen – Ravensburg-Kemmerlang – K 7985 – L 335 in Grünkraut |
| K 7983 | Ravensburg-Weingartshof – Ravensburg-Torkenweiler (Abzweig zur in Ravensburg-Torkenweiler) – Ravensburg-Sickenried – K 7982 in Ravensburg-Oberhofen – (Abzweig zur Ravensburg-Oberhofen) – Ravensburg-Obereschach |
| K 7984 | (K 7732 im Bodenseekreis) – Kreisgrenze – Ravensburg-Untereschach |
| K 7985 | – Grünkraut-Menisreute – K 7982 – Ravensburg-Fildenmoos – Ravensburg-Kögel – K 7981 – Ravensburg-Obersulgen – Kreisgrenze – (K 7712 im Bodenseekreis) |
| K 7986 | – L 326 in Bodnegg-Kofeld |
| K 7987 | L 335 in Bodnegg-Rosenharz – Bodnegg-Weihers - L 326 in Bodnegg-Langacker |
| K 7989 | K 8041 in Waldburg – Waldburg-Forstenhausen - Waldburg-Edensbach – Waldburg-Außer-Edensbach - Waldburg-Langholz – L 324 in Waldburg-Hannober – Waldburg-Blaser – Waldburg-Maderhof – Amtzell-Mittelwies – Amtzell-Oberhelbler – Amtzell-Unterhelbler – Amtzell-Goppertshäusern – K 8047 in Amtzell |
| K 7990 | K 8002 in Wangen im Allgäu-Haslach – Wangen im Allgäu-Magel - Wangen im Allgäu-Rembrechts – Amtzell-Hütten – Amtzell-Schattbuch – Amtzell-Altböse - K 8047 in Amtzell – Amtzell-Goppertshäusern – Amtzell-Büchel – Amtzell-Hackbrettler - Amtzell-Steinach - Amtzell-Weißenbach – Amtzell-Pfärricher Höfe – K 7991 in Amtzell-Alt Karbach – in Amtzell-Alt Karbach |
| K 7991 | K 8042 in Wangen im Allgäu-Riefen – Wangen im Allgäu-Oberwies – Wangen im Allgäu-Hochberg – Wangen im Allgäu-Oberhalden – K 7992 in Wangen im Allgäu-Felbers – Wangen im Allgäu-Eggerts – Amtzell-Burkhardtshaus – Amtzell-Wollmadingen – Amtzell-Hechelhäusle – Amtzell-Steinhaus - Amtzell-Untermatzen – K 7990 in Amtzell-Alt Karbach |
| K 7992 | K 8042 in Wangen im Allgäu-Haag – Wangen im Allgäu-Eggenreute – K 7991 in Wangen im Allgäu-Felbers |
| K 7995 | K 8042 in Wangen im Allgäu-Karsee – Wangen im Allgäu-Englisweiler – Wangen im Allgäu-Oberhof – Wangen im Allgäu-Ruzenweiler – Wangen im Allgäu-Missen – L 325 |
| K 7996 | (K 7703 im Bodenseekreis) – Kreisgrenze – Achberg-Siberatsweiler – Achberg-Duznau – L 2374 in Achberg-Isigatweiler |
| K 7997 | L 2374 in Achberg-Esseratsweiler – Achberg-Pechtensweiler – Landesgrenze – (LI 13 im Landkreis Lindau (Bodensee), Bayern) |
| K 7998 | L 320 in Wangen im Allgäu-Roggenzell – Wangen im Allgäu-Dabetsweiler – Wangen im Allgäu-Hundriß - Landesgrenze – (LI 11 im Landkreis Lindau (Bodensee), Bayern) |
| K 7999 | L 333 in Wangen im Allgäu-Primisweiler – Wangen im Allgäu-Friedhag – K 8002 in Wangen im Allgäu-Mindbuch |
| K 8000 | (K 7701 im Bodenseekreis) – Kreisgrenze – Kreisstraße ohne Anschluss an eine klassifizierte Straße – Kreisgrenze – (K 7701 im Bodenseekreis) – Kreisgrenze – K 8002 in Wangen im Allgäu-Hagmühle |
| K 8001 | (K 7700 im Bodenseekreis) – Kreisgrenze – Wangen im Allgäu-Haslachmühle – K 8002 in Wangen im Allgäu-Haslach |
| K 8002 | L 320 in Wangen im Allgäu-Neuravensburg – Wangen im Allgäu-Föhlschmitten - Wangen im Allgäu-Grub-Neuravensburg – K 7999 in Wangen im Allgäu-Mindbuch – Pflegelberg – L 333 – Kreisgrenze – (K 7792 im Bodenseekreis) – Kreisgrenze – Wangen im Allgäu-Engelitz – Wangen im Allgäu-Lochmühle – K 8000 in Wangen im Allgäu-Hagmühle – K 8001 in Wangen im Allgäu-Haslach – K 7990 in Wangen im Allgäu-Haslach – K 8003 in Wangen im Allgäu-Schomburg – Wangen im Allgäu-Kernaten – Wangen im Allgäu-Rhein – L 333 in Wangen im Allgäu-Primisweiler – L 320 in Wangen im Allgäu-Hiltensweiler |
| K 8003 | in Amtzell-Geiselharz – K 8047 in Amtzell-Geiselharz – Wangen im Allgäu-Schauwies - K 8002 in Wangen im Allgäu-Schomburg |
| K 8004 | L 320 in Wangen im Allgäu-Schwarzenbach – Wangen im Allgäu-Ferdishof - Wangen im Allgäu-Bachhofen - Wangen im Allgäu-Untermooweiler – Wangen im Allgäu-Obermooweiler – K 8005 |
| K 8005 | L 320 in Wangen im Allgäu-Niederwangen – Wangen im Allgäu-Welbrechts – Wangen im Allgäu-Doreite – K 8004 – Wangen im Allgäu-Wolfatz – Landesgrenze – (LI 15 im Landkreis Lindau (Bodensee), Bayern) |
| K 8007 | K 8008 in Kißlegg-Feld – Kißlegg-Winkel - Kißlegg-Sommersried - Kißlegg-Straß - Wangen im Allgäu-Allewinden – Wangen im Allgäu-Saamen – Wangen im Allgäu-Beutelsau – Wangen im Allgäu-Praßbergsiedlung - in Wangen im Allgäu-Altstadt |
| K 8008 | K 8043 in Kißlegg-Sonnenbühl – Kißlegg-Straßburg – Kißlegg-Schurtannen – Kißlegg-Frohnmühle - Kißlegg-Städlers – Kißlegg-Wallmusried – K 8007 in Kißlegg-Feld – Kißlegg-Kaibach – Kißlegg-Riehlings - Kißlegg-Weingarten (Abzweig zur Kißlegg-Hofgut Dürren - / L 321) – K 8025 in Kißlegg-Dürren |
| K 8009 | L 320 in Wangen im Allgäu-Engelberg – K 8010/K 8029 in Wangen im Allgäu-Deuchelried – K 8010 in Wangen im Allgäu-Deuchelried – Wangen im Allgäu-Bach (Deuchelried) – Wangen im Allgäu-Wohnried – Wangen im Allgäu-Breiten – Wangen im Allgäu-Watt – Wangen im Allgäu-Haldenberg – K 8011 in Argenbühl-Gerazreute |
| K 8010 | L 320 – Wangen im Allgäu-Röckenberg - Wangen im Allgäu-Bühl – Wangen im Allgäu-Zurwies – Wangen im Allgäu-Hag - Wangen im Allgäu-Riedhof - K 8009 in Wangen im Allgäu-Deuchelried – K 8009/K 8029 in Wangen im Allgäu-Deuchelried |
| K 8011 | L 320 in Argenbühl-Ratzenried – K 8012 in Argenbühl-Ratzenried – Argenbühl-Sechshöf – Argenbühl-Käserei - K 8009 in Argenbühl-Gerazreute – K 8044 in Argenbühl-Gießen – Argenbühl-Bühl - Argenbühl-Aschen – Argenbühl-Edenhaus – Argenbühl-Reute (bei Eglofs) – Argenbühl-Biegen – Argenbühl-Eglofs – in Argenbühl-Schaulings – … – in Argenbühl-Eglofstal – Landesgrenze – (LI 12 im Landkreis Lindau (Bodensee), Bayern) |
| K 8012 | K 8011 in Argenbühl-Ratzenried – Argenbühl-Mittelried – Argenbühl-Oberried – Argenbühl-Alperts - Argenbühl-Unterhalden – Argenbühl-Oberhalden - Argenbühl-Halden (bei Siggen) - Argenbühl-Aufreute – Argenbühl-Fahles am Weiher - Argenbühl-Hösis - K 8044 in Argenbühl-Siggen/Argenbühl-Siggenmühle – Argenbühl-Bergbauer - Argenbühl-Buchhöfle – Argenbühl-Buch – L 320 in Argenbühl-Buchwies/Argenbühl-Göttlishofen |
| K 8013 | K 8044 in Argenbühl-Matzen – Argenbühl-Enkenhofers – Argenbühl-Hösers Höhe - Argenbühl-Fideler - Argenbühl-Bienzen – K 8018 in Argenbühl-Drucker/Argenbühl-Eisenharz – K 8014 in Argenbühl-Eisenharz – Argenbühl-Mockenhof - |
| K 8014 | L 265 in Argenbühl-Kreuzbühl – Argenbühl-Böschleshof - K 8013 in Argenbühl-Eisenharz |
| K 8016 | L 320 in Isny im Allgäu-Beuren – K 8017 in Isny im Allgäu-Beuren – Isny im Allgäu-Gumpeltshofen – Isny im Allgäu-Unger – Isny im Allgäu-Fuchshof – Isny im Allgäu-Sommersbach – Isny im Allgäu-Sommersbacher Mühle - Isny im Allgäu-Neumössingen – Isny im Allgäu-Im Argental – L 265 in Isny im Allgäu-Unterried - L 265 in Argenbühl-Ried – Isny im Allgäu-Boden – in Isny im Allgäu-Dorenwaid |
| K 8017 | K 8016 in Isny im Allgäu-Beuren – Isny im Allgäu-Lengertshofen – Isny im Allgäu-Haubach – Schwanden – Isny im Allgäu-Lexenhof - L 318 in Isny im Allgäu-Rengers |
| K 8018 | K 8044 in Argenbühl-Albris – Argenbühl-Albrismühle – Argenbühl-Haizen – Argenbühl-Huppeler – Argenbühl-Sandarz – Argenbühl-Rechenmacher – K 8013 in Argenbühl-Drucker/Argenbühl-Eisenharz |
| K 8019 | L 2055 – Isny im Allgäu-Toracker - Isny im Allgäu-Bolsternang |
| K 8020 | L 318 in Isny im Allgäu-Albrechtshof – Isny im Allgäu-Steigäcker – K 8021 in Isny im Allgäu-Rohrdorf – Isny im Allgäu-Lochter - Isny im Allgäu-Schleifer Tobel - Isny im Allgäu-Burg - Isny im Allgäu-Wehrlang – Isny im Allgäu-Dürrenbach – Isny im Allgäu-Buchenstock - Isny im Allgäu-Leimgrub - in Isny im Allgäu-Großholzleute |
| K 8021 | L 318 in Isny im Allgäu-Aigeltshofen – K 8020 in Isny im Allgäu-Rohrdorf |
| K 8022 | (OA 17 im Landkreis Oberallgäu, Bayern) – Landesgrenze – L 319 in Leutkirch im Allgäu-Winterstetten |
| K 8023 | (OA 16 im Landkreis Oberallgäu, Bayern) – Landesgrenze – L 319 in Leutkirch im Allgäu-Hinznang – L 318/L 320 in Leutkirch im Allgäu-Friesenhofen |
| K 8024 | L 201b in Wilhelmsdorf-Tafern – Wilhelmsdorf-Höhreute – Kreisgrenze – (K 8249 im Landkreis Sigmaringen) |
| K 8025 | L 260 in Leutkirch im Allgäu – L 319 in Leutkirch im Allgäu-Zollhaus – / /K 7910/K 8026 in Leutkirch im Allgäu-Bufler – K 8030/K 8026 in Leutkirch im Allgäu-Tautenhofen – K 7905 in Leutkirch im Allgäu-Gebrazhofen – K 8026 in Leutkirch im Allgäu-Gebrazhofen – Kißlegg-Waltershofen – / – L 265 in Kißlegg-Dettishofen – Kißlegg-Hilpertshofen - K 8008 in Kißlegg-Dürren – Argenbühl-Rehmen – L 320 in Argenbühl-Ratzenried |
| K 8026 | / /K 7910/K 8025 in Leutkirch im Allgäu-Bufler – K 8030 in Leutkirch im Allgäu-Tautenhofen – Leutkirch im Allgäu-Hundhöfe – K 8025 in Leutkirch im Allgäu-Gebrazhofen – K 7907 in Leutkirch im Allgäu-Gebrazhofen – K 7905/K 8025 in Leutkirch im Allgäu-Gebrazhofen |
| K 8027 | L 204 in Horgenzell-Fuchstobel – (K 7736 im Bodenseekreis) |
| K 8028 | L 288 in Riedhausen – K 7963 in Guggenhausen – L 289 in Fleischwangen – Fronreute-Obelhofen – Fronreute-Feldmoos – Fronreute-Furthof – K 7968 in Fronreute-Fronhofen |
| K 8029 | L 320 in Wangen im Allgäu-Steibisberg – K 8009/K 8010 in Wangen im Allgäu-Deuchelried |
| K 8030 | L 260 in Aichstetten-Altmannshofen – Leutkirch im Allgäu-Auenhofen – L 309 in Leutkirch im Allgäu-Unterzeil – Leutkirch im Allgäu-Herbrazhofen – Leutkirch im Allgäu-Zehhof – in Leutkirch im Allgäu-Reichenhofen – Leutkirch im Allgäu-Vorderstriemen – Leutkirch im Allgäu-Birnmann - Leutkirch im Allgäu-Gaile - K 7909 in Leutkirch im Allgäu-Heggelbach – K 7910 – K 8026 in Leutkirch im Allgäu-Tautenhofen |
| K 8031 | (K 7573 im Landkreis Biberach) – Kreisgrenze – Kreisstraße ohne Anschluss an eine klassifizierte Straße – Kreisgrenze – (K 7573 im Landkreis Biberach) |
| K 8032 | in Bad Wurzach-Unterschwarzach – K 7930 in Bad Wurzach-Unterschwarzach – Bad Wurzach-Buchrain - Bad Wurzach-Meseratshof - K 7928 in Schwaldhof – Bad Wurzach-Hürloch – Bad Wurzach-Truilz – Kreisgrenze – (K 7575 im Landkreis Biberach) |
| K 8033 | (K 7569 im Landkreis Biberach) – Kreisgrenze – Bad Waldsee-Hifringen – Bad Waldsee-Reichertshaus – Bad Waldsee-Hopfenweiler – /L 300 in Bad Waldsee |
| K 8034 | L 285 in Aulendorf-Rugetsweiler – Aulendorf-Steegen – Aulendorf-Röhren – L 275 in Aulendorf-Haslach – K 7944 in Aulendorf-Lippertsweiler – K 7943 in Bad Waldsee-Michelwinnaden – in Bad Waldsee-Englerts |
| K 8035 | (K 8275 im Landkreis Sigmaringen) – Kreisgrenze – Ebersbach-Musbach-Schwemme – Ebersbach-Musbach-Oberatzenberg – L 285 in Ebersbach-Musbach-Musbach – L 286 in Ebersbach-Musbach-Ebersbach |
| K 8036 | (K 8274 im Landkreis Sigmaringen) – Kreisgrenze – Hoßkirch-Hüttenreute – L 286 in Hoßkirch – L 288 in Königseggwald |
| K 8037 | (K 8272 im Landkreis Sigmaringen) – Kreisgrenze – L 201b in Wilhelmsdorf-Pfrungen |
| K 8038 | L 289 in Fleischwangen – Wilhelmsdorf-Reute - Wilhelmsdorf-Rimmersberg – Wilhelmsdorf-Frimmenweiler – K 7971 in Horgenzell-Danketsweiler – K 7972 in Horgenzell-Danketsweiler – in Horgenzell-Görtbild – K 7973 in Horgenzell-Schachen – Horgenzell-Boscherhof – Horgenzell-Bettenweiler – Horgenzell-Keßler - Horgenzell-Rötenbach – L 288/L 290 in Horgenzell |
| K 8039 | L 288 in Horgenzell-Gossetsweiler – L 290 in Horgenzell-Baumgarten – Horgenzell-Winterbach – Horgenzell-Birkenbühl - K 7974 in Horgenzell-Sattelbach – Horgenzell-Rußmaier – Horgenzell-Happenweiler - Horgenzell-Geigen – L 204 in Horgenzell-Fuchstobel |
| K 8040 | L 325 in Schlier – Schlier-Steinrausen - Waldburg-Sieberatsreute – L 326 in Waldburg |
| K 8041 | L 325 – Waldburg-Neuwaldburg - K 7989 in Waldburg – L 326 in Waldburg |
| K 8042 | L 324 – Amtzell-Grenis – Wangen im Allgäu-Abraham - K 7992 in Wangen im Allgäu-Haag – Wangen im Allgäu-King – K 7991 in Wangen im Allgäu-Riefen – Wangen im Allgäu-Berg – K 7995 in Wangen im Allgäu-Karsee – L 325 in Wangen im Allgäu-Karsee |
| K 8043 | L 265 in Kißlegg – Kißlegg-Schlingsee – K 8008 in Kißlegg-Sonnenbühl – Kißlegg-Bärenweiler – Kißlegg-Langquanz – Kißlegg-Weilers – Kißlegg-Furtmühle – Kißlegg-Bietenweiler – Wangen im Allgäu-Langhalden – L 325 in Wangen im Allgäu-Leupolz |
| K 8044 | L 321 in Wangen im Allgäu-Epplingser Halde – Wangen im Allgäu-Grub (Deuchelried) – Argenbühl-Untergoldbach – K 8011 in Argenbühl-Gießen – Argenbühl-Hengle – Argenbühl-Peterhof – K 8018 in Argenbühl-Albris – Argenbühl-Unwert – K 8012 in Argenbühl-Siggen/Argenbühl-Siggenmühle – Argenbühl-Davids – K 8013 in Argenbühl-Matzen – L 265 in Argenbühl-Loritz |
| K 8045 | (OA 20 im Landkreis Oberallgäu, Bayern) – Landesgrenze – Leutkirch im Allgäu-Schmidsfelden – Leutkirch im Allgäu-Rinnebühl – Isny im Allgäu-Blockwiesen – Isny im Allgäu-Krummen – Isny im Allgäu-Eisenbach – Landesgrenze – (OA 20 im Landkreis Oberallgäu, Bayern) |
| K 8046 | K 7970/L 289 in Wilhelmsdorf – L 201b in Wilhelmsdorf |
| K 8047 | in Amtzell – K 7989 in Amtzell – K 7990 in Amtzell – Amtzell-Hinterholz – K 8003 in Amtzell-Geiselharz |